# Krystyna Kaplan
Krystyna Kaplan (ur. 1951 w Ełku) – polska pisarka, dziennikarka i producentka filmowa. Emigrantka, od 1976 roku mieszka w Londynie. W 2006 roku, 30 lat po swoim wyjeździe, opublikowała swą pierwszą książkę w języku polskim - przewodnik po polskich atrakcjach brytyjskiej stolicy pt. Londyn po polsku. W 2012 roku w Polsce ukazała się pierwsza powieść jej autorstwa: Zdarzyło się w Marienbadzie.

## Twórczość w języku angielskim
- 1987: Prague. The Turbulent Century
- 2003: Batik on Paper
- 2005: A Traveller’s Companion to Prague

## Twórczość w języku polskim
- Londyn po polsku, Świat Książki, Warszawa 2006.
- Zdarzyło się w Marienbadzie, Wydawnictwo Naukowe PWN, Warszawa 2012.